# 名張近鉄ガス
名張近鉄ガス株式会社（なばりきんてつガス）は、大阪ガスグループのガス会社。三重県名張市、伊賀市青山地区、志摩スペイン村でガス供給を行っている。
近畿日本鉄道・名張市の出資により1961年12月設立。近鉄が名張市に開発した住宅地周辺でのガス供給から始まった。2002年、大阪ガスが近畿日本鉄道ならびに近鉄不動産から株式の80%を取得、傘下に収めた。
都市ガスの供給は、6Aの液化石油ガスから13Aの天然ガスに転換した。